# Verschraubung

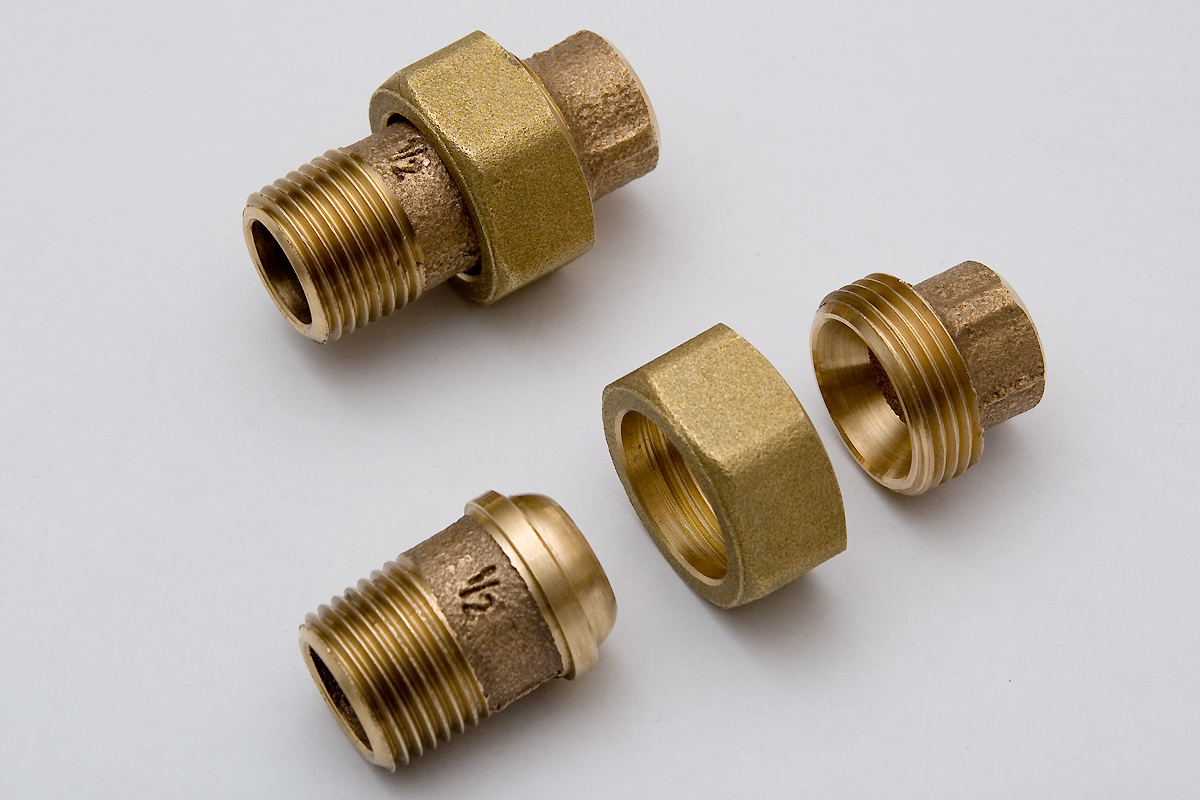
Eine metallisch dichtende Verschraubung aus Messing oder Rotguss zur Wasser- und Heizungsinstallation. Ein umlaufender, flacher Flansch auf dem linken Stutzen dient als Anschlag für die Überwurfmutter. Die Mutter wird von links über den linken Stutzen geschoben und mit dem Gewinde des rechten Stutzens verschraubt.
Neben dem Anschlag der Überwurfmutter befindet sich die konvexe Dichtfläche, die einen gewissen Winkelversatz zwischen den zu verbindenden Teilen zulässt. Sie wird beim Verschrauben an die konische Dichtfläche des rechten Stutzens gepresst. Zwischen der äußeren Kugelfläche und dem inneren Konus ergibt sich ein zunächst ein (kreis)linienförmiger Kontakt. Durch die plastische Verformung des Materials verbreitert sich die Kontaktfläche beim Anziehen der Verschraubung, bis eine metallische Abdichtung erreicht ist.

Eine Verschraubung dient dem Verbinden von Einzelteilen mit Innen- und Außengewinde. Im einfachsten Fall handelt es sich um eine Verbindung von einer Schraube mit einer Mutter.

## Sanitär-, Heizungs- und Kälteinstallation
In der Sanitär-, Heizungs- und Kältetechnik bezeichnet Verschraubung eine lösbare Verbindung in einer  Schlauch- oder Rohrleitungen.
Die Verschraubung erlaubt es, die Rohrleitung zur Wartung oder zum Umbau zerstörungsfrei aufzutrennen. Bei Verwendung einer elastischen Dichteinlage kann die Verschraubung auch einen gewissen Winkelversatz der angeschlossenen Rohrleitungen ausgleichen.
Anschlussverschraubungen oder Halbe Verschraubungen bestehen in der Regel aus einem Stutzen mit einem abgesetzten Rand (ein Kragen bzw. niedriger Flansch) und einer Überwurfmutter, die sich an dem Kragen abstützt und die Dichtfläche des Stutzens an ein größeres Gegenstück presst, etwa eine Armatur oder eine Pumpe.
Eine eigenständige Verschraubung besteht demgegenüber aus zwei Stutzen, von denen einer einen Kragen und der andere ein Außengewinde besitzt. Nachdem die Überwurfmutter über den Stutzen mit Kragen geschoben wurde, wird die Mutter auf den Stutzen mit Außengewinde geschraubt, so dass sie beim Anspannen beide Stutzen mit den Stirnseiten aufeinander presst. Die Stutzen werden rückseitig mit einer Schlauch- oder Rohrleitung verschraubt, verlötet,  verpresst, verklemmt oder verschweißt.
Als Übergangsverschraubung werden Verschraubungen bezeichnet, die Rohrleitungen aus unterschiedlichen Materialien miteinander verbinden.
Eine Durchgangsverschraubung
- setzt die Leitung fort, an der sie angeschlossen wird, indem sie beispielsweise einerseits ein Rohr-Außengewinde aufnimmt und auf der anderen Seite selber in einem Rohr-Außengewinde des gleichen Durchmessers endet oder
- leitet den Gas- oder Flüssigkeitsstrom durch eine Wand oder ein Schott;[1] in diesem Fall dient die Verschraubung in erster Linie der Abdichtung gegenüber der Wandung und ermöglicht oft zusätzlich, die Rohrleitung auch zu trennen.

### Dichtung
Bei flachdichtenden Verschraubungen wird ein Dichtring zwischen den planebenen Stirnseiten der Stutzen eingelegt. Seltener werden die Stirnseiten der Rohrleitungen plan geschliffen, um selbst als Dichtfläche zu dienen. Die Stutzen werden dann vollständig auf die mit einem Außengewinde versehene Rohrleitung geschraubt, und die Dichtscheibe liegt zwischen den Stirnseiten der Rohrleitungen.
Alternativ können die Enden der Stutzen konisch oder konvex/konkav ausgebildet sein. Bei ausreichend guter Passung der zwei konischen oder leicht gewölbten Dichtflächen und ausreichend kräftiger Pressung kommen diese ohne zusätzliches Dichtmittel aus. Diese Verschraubungen werden als konisch oder als metallisch dichtend bezeichnet.
Insbesondere bei Verschraubungen in Heizkreisläufen werden auch konvex geformte Konen eingesetzt, die mit dem kegelförmigen Gegenpart zunächst nur linienförmigen Kontakt haben, der sich beim Anziehen der Verschraubung zu einer streifenförmigen Kontaktfläche mit wachsender Breite vergrößert (siehe Abbildung). Diese können auch eine gewisse Winkelabweichung der angeschlossenen Rohrleitungen ausgleichen.
Im Heizungsbau setzt sich vermehrt der sogenannte Eurokonus nach EN 16313 durch, der aus einer kegelförmigen metallischen Dichtfläche mit zusätzlichem O-Ring besteht.
Gelegentlich wird bei eigentlich metallisch dichtenden Verschraubungen zusätzlich ein pastöses Dichtmittel oder Dichthanf verwendet, z. B. wenn die Verbindung aufgrund starker Belastung und wechselnder Spannungen in der Rohrleitung ohne Dichtmittel undicht wurde.

### Anwendungen
Bei Rohrleitungsverbindungen sind Verschraubungen bis zur Nennweite DN 40 (1 1/2 Zoll) und Nenndrücken von bis zu mehreren 100 bar einsetzbar. Bei größeren Dimensionen werden Flanschverbindungen bevorzugt, da diese von mehreren Gewindebolzen zusammengehalten werden, die einfacher zu lösen sind, als die große Überwurfmutter einer Verschraubung. Verschraubungen sind demgegenüber bei kleinen Rohr-Nennweiten materialsparender und einfacher herzustellen.
Rohrleitungsverschraubungen bestehen in der Sanitärtechnik überwiegend aus Messing oder Rotguss. Seit der neuen Trinkwasserverordnung werden auch häufiger Edelstahlverschraubungen montiert. Im Heizungsbau werden auch unverzinkte schwarze Fittinge aus Temperguss eingesetzt. Verzinkte Tempergussfittinge wurden früher in der Sanitärtechnik verwendet. Bei Wasserinstallationen kommen je nach Rohrwerkstoff und Ausführung alternativ auch Klemmring- oder Quetschverschraubungen sowie Holländerverschraubungen zum Einsatz.
Im Lebensmittelbereich werden Rohrverschraubungen mit „Milchrohrgewinde“ nach DIN 11851 eingesetzt. Bei diesen Gewinden handelt es sich um einfach zu reinigende Rundgewinde nach DIN 405.
In der Kältetechnik werden aufgebördelte Metallrohre mit stumpfen Konus verschraubt.

## Hydraulik
Im Hydraulikbereich werden im europäischen Raum heute größtenteils Schneidringverschraubungen mit Mutter und Schneidring eingesetzt. Bedingt durch den vermehrten Einsatz amerikanischer und japanischer Baumaschinen setzen sich in Europa jedoch auch Verschraubungen ohne „Schneidring“ durch, bei denen die Gewindeanschlüsse zöllig (BSP oder JIC) und mit 60° (BSP) oder 74° (JIC) Dichtkonus versehen sind.

## Elektroinstallation
In der Elektroinstallation werden Verschraubungen eingesetzt, um Kabel zugentlastet und wasserdicht in Abzweigdosen, Verteiler o. ä. einzuführen. Bis 2004 besaßen solche Verschraubungen das PG-Gewinde. Heutzutage werden sie mit metrischem Gewinde gefertigt.